# Сельское поселение Верхнее Санчелеево
Сельское поселение Верхнее Санчелеево — муниципальное образование в Ставропольском районе Самарской области.
Административный центр — село Верхнее Санчелеево.

## Состав сельского поселения
| № | Населённый пункт   | Тип населённого пункта       | Население |
| - | ------------------ | ---------------------------- | --------- |
| 1 | Верхнее Санчелеево | село, административный центр | ↘1566     |
| 2 | Лопатино           | село                         | ↘348      |